# لودنگا
لودنگا (به لاتین: Ludynia) یک روستا در لهستان است که در گمینا کراسوچین واقع شده‌است. لودنگا ۴۰۱ نفر جمعیت دارد.